# 대한민국-오스트리아 관계
오스트리아는 남북한 동시수교국으로 한국과는 1963년에 수교하였다. 빈에 대사관이 개설되어 있다. 이 대사관은 주 슬로베니아 대사관, 주 빈 국제기구 대표부, 대 코소보 외교업무를 겸임한다. 서울에 주한 대사관이 개설되어 있다. 한국과는 무역협정,사증면제협정,한-오스트리아 투자협정을 체결하였다. 모두 2,387 명(재외국민 1,948명, 시민권자  439명)의 한민족들이 오스트리아에 거주(2010년 12월 기준)하고 있다. 이승만 전(前) 대통령의 영부인 프란체스카 도너가 이 나라 출신이다.
| 대수 | 이 름          | 임기               | 비고                                          |
| ---- | -------------- | ------------------ | --------------------------------------------- |
| 대리 | 이문용(李玟容) | 1966.11~1967. 9    | 1966.12.1. 대사관 개설                        |
| 1    | 유양수(柳陽洙) | 1967. 9~1971. 2    |                                               |
| 2    | 이성가(李成佳) | 1971. 2~1973. 5    |                                               |
| 3    | 한표욱(韓豹頊) | 1973. 5~1977. 2    |                                               |
| 4    | 김영주(金永周) | 1977. 4~1980. 3    |                                               |
| 5    | 심명원(沈明源) | 1980. 4~1982. 9    |                                               |
| 6    | 김형근(金炯根) | 1982. 9~1985.10    |                                               |
| 7    | 이시용(李時容) | 1985.10~1989. 3    |                                               |
| 8    | 이장춘(李長春) | 1989. 3~1992. 2    |                                               |
| 9    | 이시영(李時榮) | 1992.2. ~1995.1.   | 1992. 7. 31.부터 주(駐)빈 국제기구대표부 겸임 |
| 10   | 이승곤(李承坤) | 1995.2. ~ 1998.4.  |                                               |
| 11   | 반기문(潘基文) | 1998.5. ~ 2000.1.  |                                               |
| 12   | 최상덕(崔尙德) | 2000.2. ~ 2002.2.  |                                               |
| 13   | 최영진(崔英鎭) | 2002.2. ~ 2003.4.  |                                               |
| 14   | 조창범(曺昌範) | 2003.6. ~ 2006.2.  |                                               |
| 15   | 김성환(金星煥) | 2006.2. ~ 2008.3.  |                                               |
| 16   | 심윤조(沈允肇) | 2008.5. ~ 2011.3.  |                                               |
| 17   | 조현           | 2011.3. ~ 2014.3.  |                                               |
| 18   | 송영완         | 2014.3. ~ 2016.11. |                                               |
| 19   | 신동익         | 2016.11. ~ 2019.6. |                                               |
| 20   | 신재현         | 2019.6 ~ 2022.7    |                                               |
| 21   | 함상욱         | 2022.10 ~          |                                               |

## 교통
| 서울/인천 \|\| align=center\|ICN \|\| align=center\|RKSI \|\| 인천 | ○대한항공(1개) : 빈 |

## 같이 보기
- 오스트리아의 대외 관계
- 대한민국의 대외 관계